# Ålbrosme
Ålbrosme (Lycodes gracilis) är en fiskart som beskrevs av Sars, 1867. Arten ingår i släktet Lycodes och familjen tånglakefiskar.

## Utbredning och systematik
Ålbrosme kategoriserades länge som samma art som Vahls ålbrosme (Lycodes vahlii), men skiljer sig främst genom att ha färre ryggkotor, 98–111 mot 114–122 stycken. Inga underarter finns listade i Catalogue of Life.
Arten förekommer från Skagerrak och vidare norrut längs norska kusten till Svalbard, Island och östra Grönland. I Sverige förekommer den i djupare havsområden längs Bohuskusten.

## Utseende
Ålbrosmen mäter cirka 30 cm, har mycket stort huvud, mycket små bukfenor och stora bröstfenor. Vidare har den sammanhängande rygg-, stjärt- och analfena. Paret med svarta fläckar framtill på ryggfenan är karakteristiska för ålbrosme.

## Ekologi
Ålbrosme lever marint på mjukbottnar. den uppträder på mellan 170 och 365 meters djup vid vattentemperaturer mellan två och sex grader Celsius. Den lever av havsborstmaskar, musslor, kräftdjur och andra bottenlevande djur. Honan lägger på botten 100–150 orangefärgade ägg, som mäter 5,2–6 mm i diameter.